# 自然目
自然目（ordo naturalis）是一个植物分类学概念，即现今所称的科。卡尔·林奈在其《植物哲学》（Philosophia Botanica）一书中首次使用了这个词。在他更著名的两部作品《自然系統》和《植物种志》中，林奈使用一种人为的分类系统「性系统」（Sexual system）对植物进行分类，并使用了目（ordo）这一人为的分类单元。在这几部作品中，只有属、种及种下等级是自然的分类层级。
19世纪，奥古斯丁·彼拉姆斯·德堪多的德堪多分类系统、乔治·边沁和约瑟夫·道尔顿·胡克的边沁－胡克系统用目来称呼现今所称的「科」，同时代的法国学者用「科」（famille）来称呼这一分类单元。1906年的第一版国际植物命名法规《维也纳法规》（Vienna Rule）正式将这一分类单元称为「科」（familia），并将科的上一级、在19世纪常被称为「群」（cohors）的分类单元称为「目」（ordo）。
国际藻类、真菌、植物命名法规规定：有意作为科名，但在发表时使用了 “order (ordo) ”或“natural order” (ordo naturalis)，而不是 “family” 表明其等级的名称，仍被视为科名，除非这种处理会导致分类学上误置的等级指示 术语(misplaced rank-denoting term)。
一些科（例如棕榈科和唇形科）保留了林奈之前的作者的命名，被林奈称为「自然目」，也叫作「描述性科名」。